# Хуан Фернандес
Хуан Фернандес (на испански: Juan Fernández) е испански мореплавател, изследовател на Южна Америка.

## Биография
Роден е през 1536 година в Картахена, Испания.
През 1574 г. по време на плаване от Валпарайсо за Лима е отнесен от буря далеч на запад. На 22 ноември същата година, в югоизточната част на Тихия океан, на запад от Чили, открива о-вите Хуан Фернандес – остров Робинзон Крузо (33°38′ ю. ш. 78°50′ з. д. / 33.633333° ю. ш. 78.833333° з. д., 93 км2) и остров Александър Селкирк (33°45′ ю. ш. 80°47′ з. д. / 33.75° ю. ш. 80.783333° з. д., 44,6 км2), а няколко дни по-късно и по на север – островите Сан Амбросио (26°21′ ю. ш. 79°53′ з. д. / 26.35° ю. ш. 79.883333° з. д., 2,2 км2) и Сан Феликс (26°17′ ю. ш. 80°08′ з. д. / 26.283333° ю. ш. 80.133333° з. д., 1,4 км2).
Умира през 1604 година в Сантяго де Чиле на 68-годишна възраст.